# Olga van der Meer
Olga van der Meer (geboren: Olga de Bel) (Den Haag, 13 oktober 1963) is een Nederlandse schrijfster van streek- en familieromans, vooral gericht op vrouwelijke lezers.

## Leven en werk
Van der Meer begon al op heel jonge leeftijd verhaaltjes te schrijven, waar zij veel plezier aan beleefde. Toen zij 12 jaar was stuurde zij haar eerste 'manuscript' naar een uitgever, dat zij prompt terug kreeg. Vervolgens ging zij naar de mavo en deed de opleiding detailhandel. Na een aantal jaren in de detailhandel gewerkt te hebben verscheen in 1993 haar debuutroman Liesbets beslissing. Vanaf dat moment werd zij min of meer fulltime schrijfster. Naast romans schrijft Van de Meer maandelijks twee korte verhalen voor het tijdschrift Mijn geheim en is ook een dag per week op freelance basis werkzaam als instructrice bij een marktonderzoeksbureau. Met korte verhalen is zij medeschrijfster in de Favoriet Roman Series van Uitgeverij Marken (series: Dokter Anne Maas en Lidy van der Poel, Kinderafdeling en Kraamkliniek). Een aantal van haar boeken is ook als e-boek verschenen.

## Privé
Van de Meer is gehuwd met John van der Meer en is woonachtig in Honselersdijk. Het echtpaar heeft twee dochters.